# Ulrikke Brandstorp
Ulrikke Brandstorp (Sarpsborg, 13 luglio 1995) è una cantante norvegese vincitrice del Melodi Grand Prix 2020, che avrebbe dovuto rappresentare la Norvegia all'Eurovision Song Contest 2020 col brano Attention, manifestazione successivamente annullata a causa della pandemia di COVID-19 in Europa.

## Biografia
Nata a Skjeberg, località del comune di Sarpsborg, ha mosso i suoi primi passi nel mondo della musica partecipando ad alcune produzioni locali di Pippi Calzelunghe e Reisen til Julestjernen. Inoltre tra il 2011 e il 2013 ha preso parte alla tournée norvegese di The Show Must Go On II e The Thrill of Michael Jackson.
Nel 2013 ha preso parte alla versione norvegese di Idol, non raggiungendo la finale, e due anni dopo ha partecipato a The Voice - Norges beste stemme, nella squadra di Hanne Sørvaag, venendo però eliminata in semifinale.
Pochi anni dopo prende parte al Melodi Grand Prix 2017, la selezione norvegese per l'Eurovision Song Contest, piazzandosi quarta con il suo inedito Places. Nel 2020 ha ritentato la selezione norvegese proponendo il brano Attention. Nella finale del 15 febbraio il voto del pubblico l'ha decretata vincitrice, rendendola di diritto la rappresentante nazionale all'Eurovision Song Contest 2020 a Rotterdam. Il singolo eurovisivo ha raggiunto la 3ª posizione nella classifica norvegese ed è stato certificato disco di platino con oltre 60 000 unità vendute a livello nazionale. In seguito all'annullamento dell'evento due mesi prima a causa della pandemia di COVID-19, Ulrikke ha declinato l'offerta di NRK di partecipare alla finale del successivo Melodi Grand Prix, confermando tuttavia che si sarebbe esibita come ospite.
Nel gennaio 2023 è stata resa nota la partecipazione di Ulrikke all'annuale Melodi Grand Prix, dove ha presentato il brano Honestly durante la prima semifinale, qualificandosi per la finale del 4 febbraio, in cui si è classificata 2ª.

## Discografia

### Album in studio
- 2020 – Spend Christmas with Me

### Singoli
- 2017 – Play With
- 2017 – Places
- 2017 – Sick of Love
- 2018 – Careless
- 2018 – Time Is Precious
- 2019 – Cry
- 2019 – Shallow (con Ben Adams)
- 2020 – Attention
- 2020 – What Would You Do for Love?
- 2020 – Nyttårsnatt (con Trygve Skaug)
- 2021 – Hver gang jeg ser deg (con Morgan Sulele)
- 2021 – Falling Apart
- 2021 – Ja, vi elsker dette landet
- 2022 – Love You to Love Me
- 2022 – Talk to Me
- 2022 – Young
- 2022 – Feels like Home
- 2022 – Her vi hører til
- 2023 – Honestly
- 2024 – Om hundre år

## Filmografia

### Doppiatrice
- Mirabel Madrigal in Encanto (versione norvegese)